# Coup de pied crocheté
Pour les articles homonymes, voir Crochet.
Le coup de pied crocheté, en anglais hook kick, est un coup de type circulaire inversée (c'est-à-dire vers l’arrière du corps) dans un plan horizontal ou oblique. Dans certaines disciplines de sport de combat de percussion on le nomme « coup de pied en revers ». Il est généralement frappé avec la partie arrière du talon.  
La technique peut être réalisé :
- du pied avant ou arrière avec une extension de la cuisse sur le tronc et cela (sans quitter l’adversaire des yeux)
- du pied arrière avec un pivot plus ou moins grand de l’appui au sol
- du pied arrière avec une rotation complète de l’appui (quasi un tour entier) que fait perdre de vue l’adversaire pendant un court moment. Cette technique est dénommée « retournée », en anglais « spinning hook-kick » ou « turning-kick »), et est particulièrement puissante pour l’affrontement de plein-contact.

Deux façons de percussion coexistent :
- Méthode dite « jambe tendue » (balancé avec la hanche) où l’action principale est une extension de la cuisse sur le tronc donnée avec une vive contraction des muscles fessiers et une extension dorsale.
- Méthode dite « fouettée » (« coup de fouet » à l’envers autour du genou) c’est-à-dire en ramenant le talon vers la fesse).
- Une combinaison de la façon « jambe tendue » et de la façon « fouetté » est très souvent employée.

## Autres façons
- Ce coup de pied est porté également de façon "retournée" et "sautée" ensemble, on le nomme en anglais : « jumping hook kick » (flying kick). Il est utilisé en coup de pied de balayage ou de fauchage appelé en français "balayage tournant".

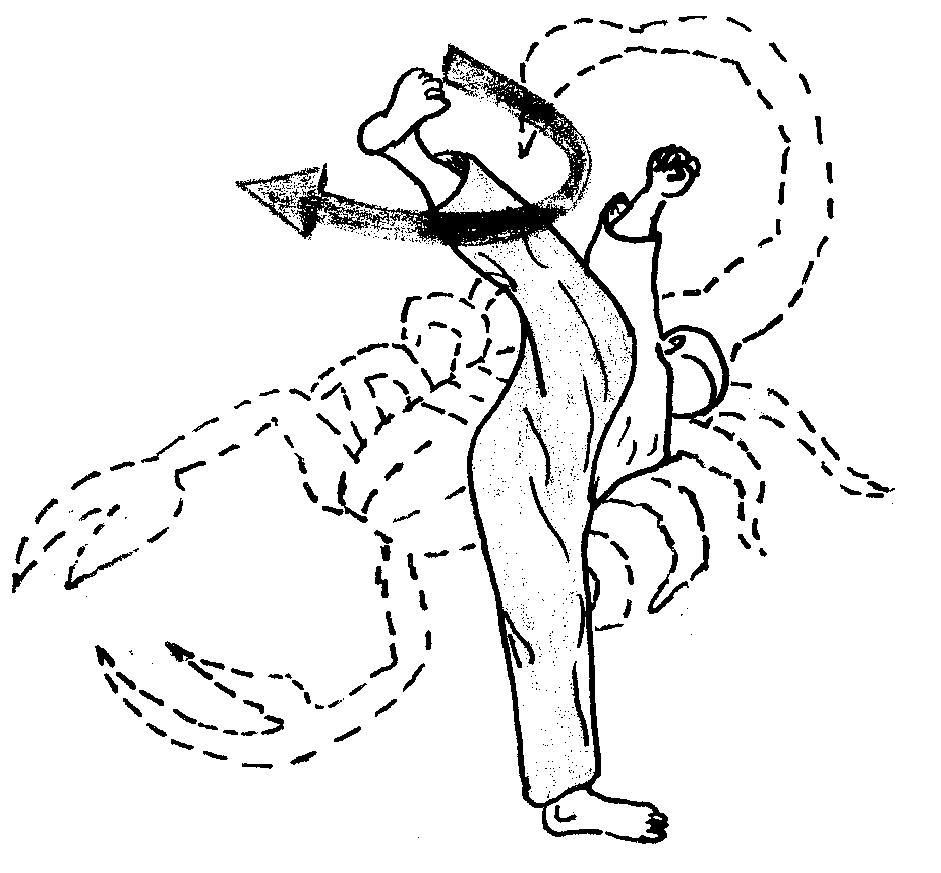
Coup de pied crocheté en ligne haute
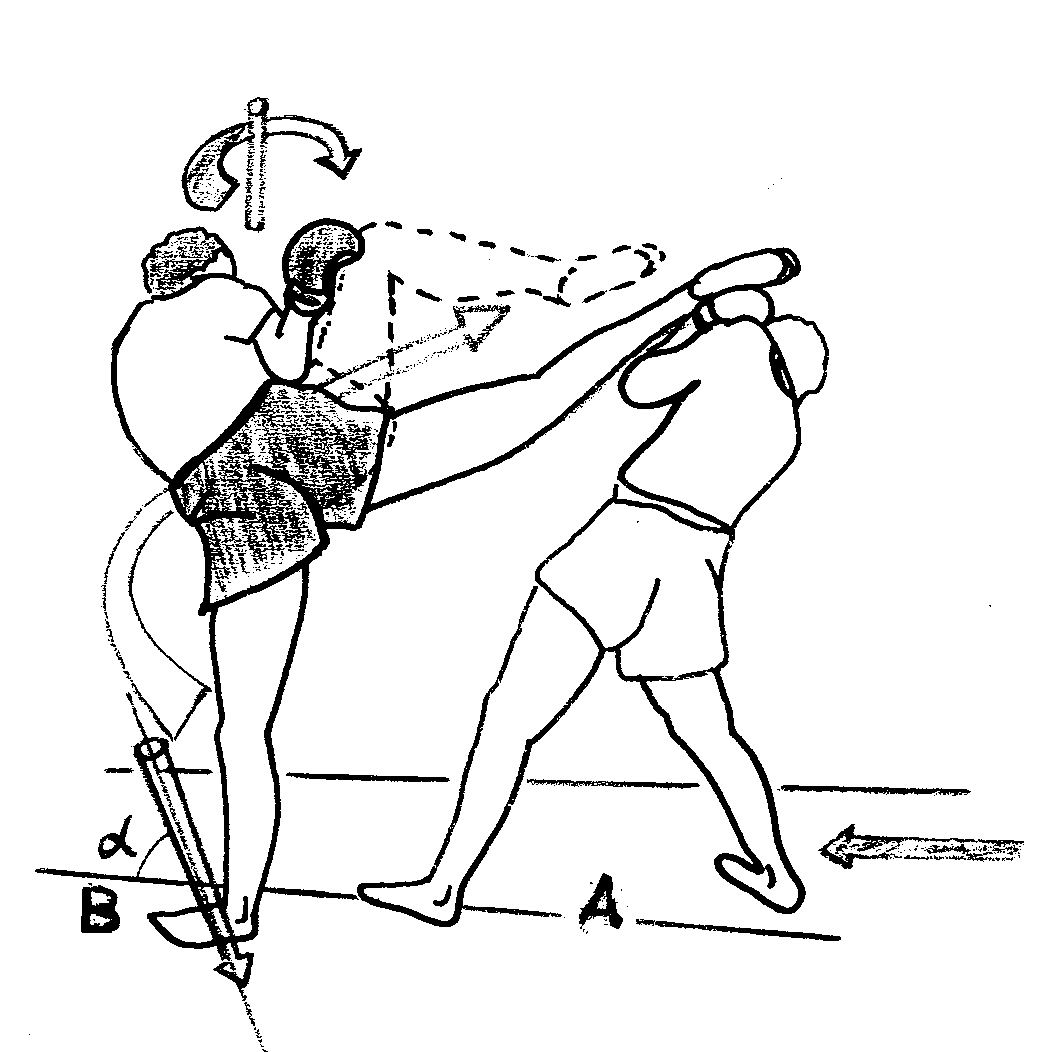
Coup de pied crocheté en ligne haute
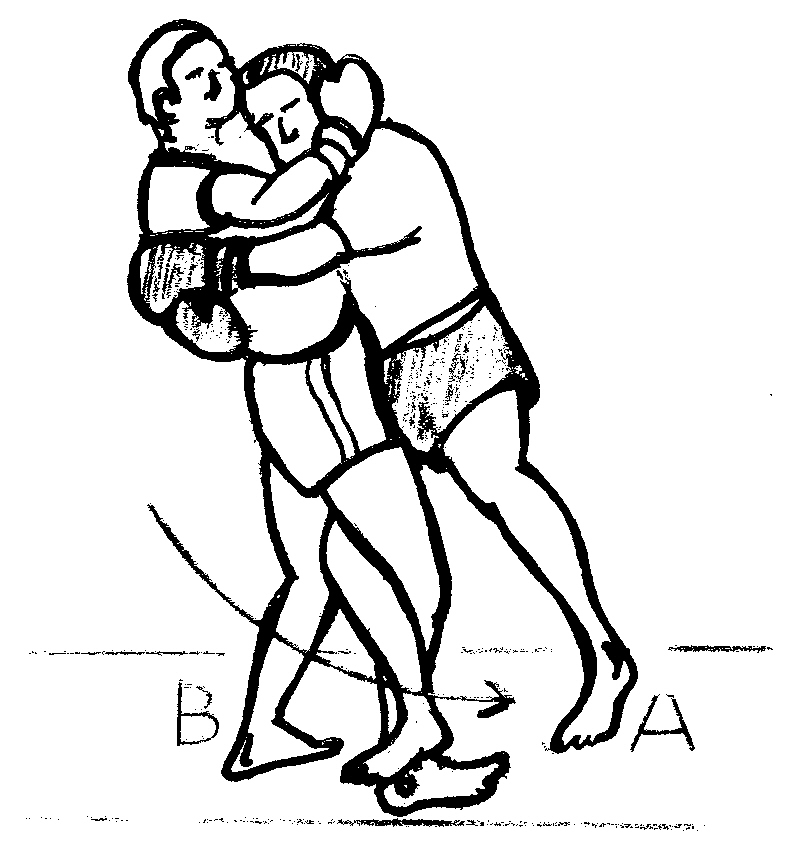
Balayage de type coup de pied crocheté au corps à corps
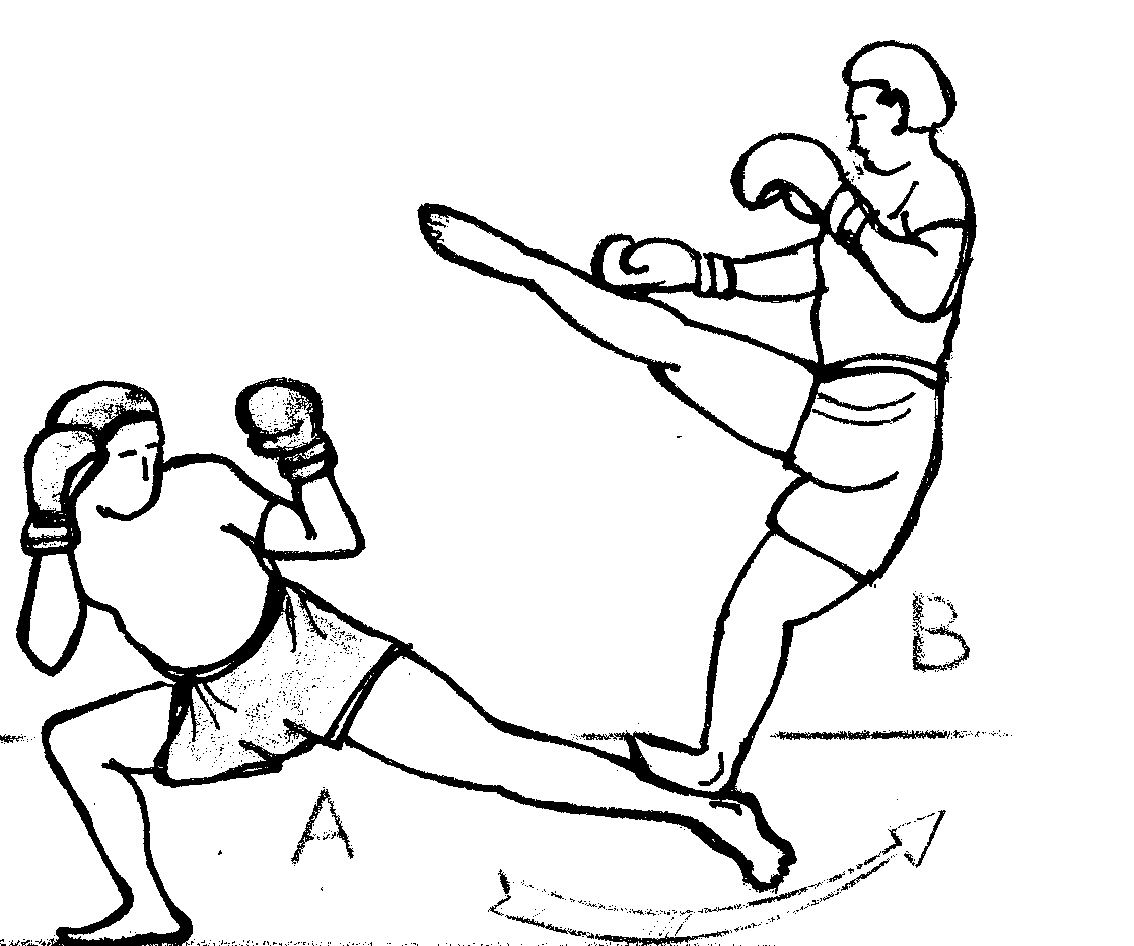
Balayage de type coup de pied crocheté retourné

## Sources
- Alain Delmas, 1. Lexique de la boxe et des autres boxes (Document fédéral de formation d’entraîneur), Aix-en-Provence, 1981-2005 – 2. Lexique de combatique (Document fédéral de formation d’entraîneur), Toulouse, 1975-1980
- Gabrielle et Roland Habersetzer, Encyclopédie des arts martiaux de l’extrême orient, Editions Amphora, 2000